# Bitva u Nikopole
V bitvě u Nikopole se 25. září 1396 střetli osmanští Turci s křižáckým vojskem tvořeným především Francouzi, Uhry, Chorvaty, Němci, Burgunďany, Bulhary, Benátčany aj. Tažení evropských sil vedených uherským králem Zikmundem Lucemburským, označované někdy jako Nikopolská křížová výprava, v tomto boji drtivě podlehlo početnějšímu turecko-srbskému vojsku osmanského sultána Bájezída I. nedaleko pevnosti Nikopolis na bulharském území. 

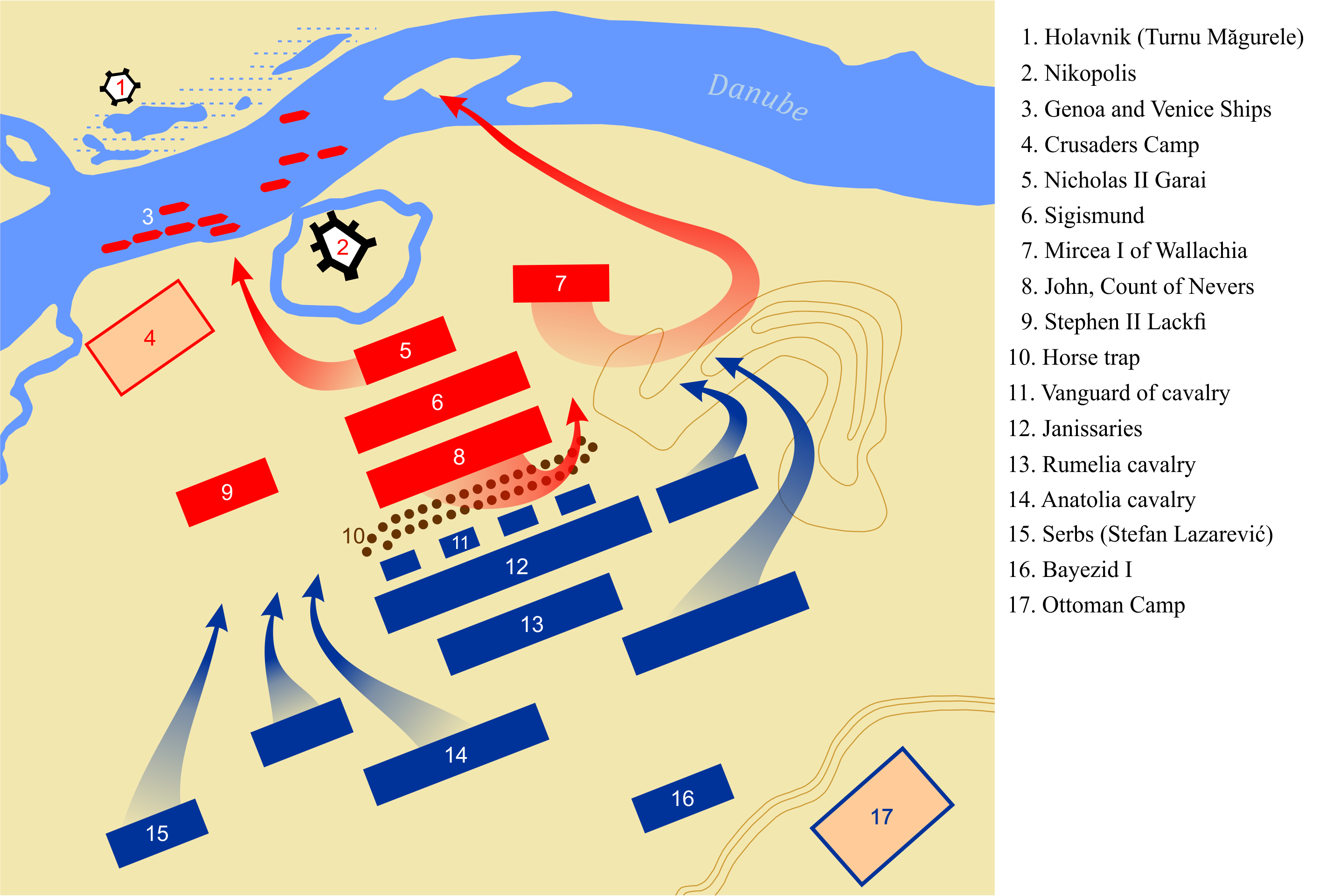
Schéma bitvy

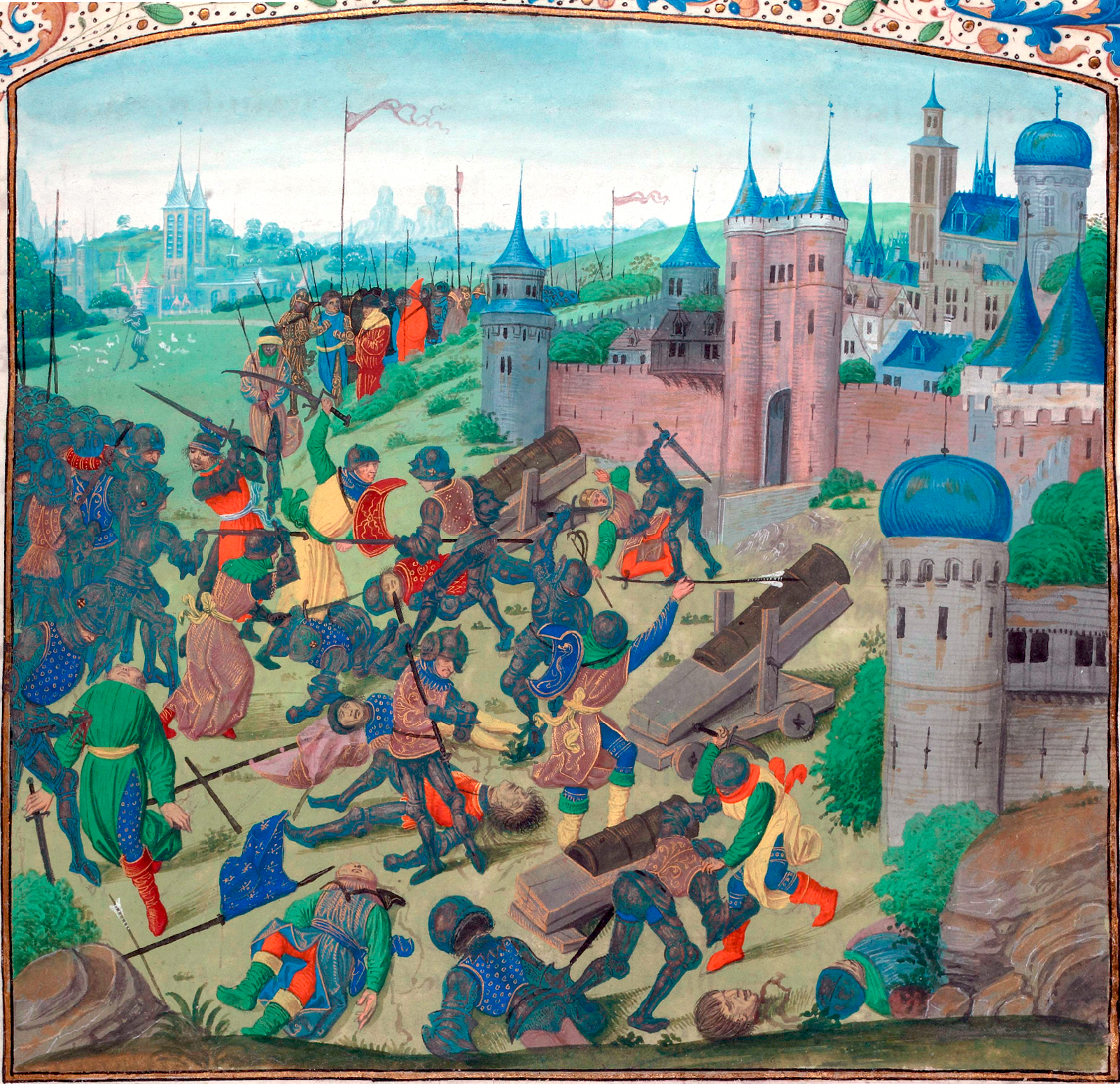
Bitva u Nikopole

Selhání tohoto podniku ze strany evropských křižáků se přičítá nejednotné taktice jejich společného vojska, zejména francouzským účastníkům, tj. zbrklosti rytířů z Francie, kteří provedli předčasný unáhlený výpad proti osmanským silám, bitva se pak už vyvíjela jen v neprospěch křižácké strany vedoucí až ke katastrofální porážce. Pouze malá část křižáků včetně krále Zikmunda Lucemburského se zachránila, většina padla na bojišti a část se octla v tureckém zajetí, kde byli poté popraveni. Znamenalo to také konec nadějí na záchranu skomírající Byzantské říše a balkánských národů, které ani společnými silami nemohly vzdorovat vzrůstající osmanské moci.